# ضاري سعيد
ضاري سعيد مبروك عبد الله، لاعب كرة قدم كويتي. بدأ مسيرته الكروية مع نادي القادسية الكويتي في عام 2007، شارك في أول مباراة له في كأس ولي العهد مع الفريق في 11 يونيو 2007 أمام نادي التضامن الكويتي وقد فازوا 5-1.

## إنجازاته
- كأس الأمير (1) : 2006/2007
- كأس الاتحاد الكويتي (1) : 2007/2008
- الدوري الكويتي الممتاز:2010/2011

## روابط خارجية
- ضاري سعيد على موقع ناشيونال فوتبول تيمز (الإنجليزية)
- ضاري سعيد على موقع Soccerway.com (الإنجليزية)
- ضاري سعيد على موقع كووورة